# المرابطين (وادي النعام)
المرابطين هي إحدى مشيخات المملكة المغربية، تتبع جغرافيا لإقليم الرشيدية وإداريًا لوادي النعام. يقدر عدد سكانها بـ 19841 نسمة حسب الإحصاء الرسمي للسكان والسكنى لسنة 2004.